# Club de Fútbol Barcelona 1972-1973
Questa voce raccoglie le informazioni riguardanti il Futbol Club Barcelona nelle competizioni ufficiali della stagione 1972-1973.

## Rosa
| N. |                   | Ruolo | Calciatore                    |
| -- | ----------------- | ----- | ----------------------------- |
|    | Spagna (bandiera) | P     | Miguel Reina                  |
|    | Spagna (bandiera) | P     | Salvador Sadurní              |
|    | Spagna (bandiera) | D     | Joaquim Rifé                  |
|    | Spagna (bandiera) | D     | Antonio de la Cruz            |
|    | Spagna (bandiera) | D     | Antoni Torres                 |
|    | Spagna (bandiera) | D     | Gallego                       |
|    | Spagna (bandiera) | D     | José María Laredo             |
|    | Spagna (bandiera) | D     | Alfonso Cortés de Tena Dávila |
|    | Spagna (bandiera) | D     | Quique Costas                 |
|    | Spagna (bandiera) | C     | Juan Manuel Asensi            |
|    | Spagna (bandiera) | C     | Juan Carlos Pérez López       |

| N. |                      | Ruolo | Calciatore                   |
| -- | -------------------- | ----- | ---------------------------- |
|    | Spagna (bandiera)    | C     | Marcial                      |
|    | Spagna (bandiera)    | C     | Narcís Martí Filosia         |
|    | Spagna (bandiera)    | C     | Pedro María Zabalza          |
|    | Spagna (bandiera)    | A     | José Antonio Barrios Olivero |
|    | Spagna (bandiera)    | A     | Carles Rexach                |
|    | Spagna (bandiera)    | A     | Josep Maria Pérez Boixaderas |
|    | Spagna (bandiera)    | A     | Juanito Díaz                 |
|    | Spagna (bandiera)    | A     | Lluís Pujol                  |
|    | Spagna (bandiera)    | A     | Ramón Alfonseda              |
|    | Argentina (bandiera) | A     | Bernardo Cos                 |

### Staff tecnico
- Allenatore:  Rinus Michels